# Windsor (Colorado)
Windsor is een plaats (town) in de Amerikaanse staat Colorado, en valt bestuurlijk gezien onder Larimer County en Weld County.

## Demografie
Bij de volkstelling in 2000 werd het aantal inwoners vastgesteld op 9896.
In 2006 is het aantal inwoners door het United States Census Bureau geschat op 15.976, een stijging van 6080 (61.4%).

## Geografie
Volgens het United States Census Bureau beslaat de plaats een oppervlakte van
38,7 km², waarvan 37,9 km² land en 0,8 km² water. Windsor ligt op ongeveer 1505 m boven zeeniveau.

## Plaatsen in de nabije omgeving
De onderstaande figuur toont nabijgelegen plaatsen in een straal van 24 km rond Windsor.